# محالين (الطيال)

تعديل مصدري - تعديل

محالين هي إحدى قرى عزلة جبل اللوز بمديرية الطيال التابعة لمحافظة صنعاء، بلغ تعداد سكانها 725 نسمة حسب تعداد اليمن لعام 2004.